# Fāẕel Mand
Fāẕel Mand (persiska: Fāzel Mand, فاضل مند, Fazīmand, Fāzeh Mand) är en ort i Iran.   Den ligger i provinsen Khorasan, i den nordöstra delen av landet, 700 km öster om huvudstaden Teheran. Fāẕel Mand ligger 1 030 meter över havet och antalet invånare är 587.
Terrängen runt Fāẕel Mand är platt.Runt Fāẕel Mand är det ganska glesbefolkat, med 25 invånare per kvadratkilometer. Närmaste större samhälle är Ḩaqnābād, 17,8 km norr om Fāẕel Mand. Trakten runt Fāẕel Mand är ofruktbar med lite eller ingen växtlighet.